# Jaime Corrêa Freitas
Jaime Corrêa Freitas, conosciuto semplicemente come Jaime (7 aprile 1943), è un ex calciatore brasiliano, di ruolo centrocampista.

## Carriera
Centrocampista polivalente, Jaime iniziò la carriera nel Bangu, club in cui giocò sino al 1968, vincendo il campionato Carioca 1966, titolare del centrocampo accanto dapprima a Jair e poi Ocimar.
Nell'estate 1967 con il Bangu disputò il campionato nordamericano organizzato dalla United Soccer Association: accadde infatti che tale campionato fu disputato da formazioni europee e sudamericane per conto delle franchigie ufficialmente iscritte al campionato, che per ragioni di tempo non avevano potuto allestire le proprie squadre. Il Bangu rappresentò gli Houston Stars, che conclusero la Western Division al quarto posto finale.
Nel 1969 passa al Palmeiras, per poi passare nel 1971 al Sport Recife.
Negli anni seguenti militò nel Portuguesa Santista e nel Grêmio Brasiliense.

## Palmarès

### Competizioni statali
- Campionato Carioca: 1

Bangu: 1966